# 현석준
현석준(2002년 10월 27일 ~ )의 배우이다.

## 연기 활동

### 드라마
- 2013년: MBC 《여왕의 교실》 ... 이동진 역
- 2014년: KBS2 TV소설 《순금의 땅》 ... 봉덕구 어린 시절
- 2014년~2015년: SBS 《피노키오》 ... 17번째 희생자의 아들 역
- 2015년: KBS2 TV소설 《별이 되어 빛나리》 ... 정철복 어린 시절
- 2021년: tvN 《보이스 4》 ... 김해철 역

### 영화
- 2010년 《아저씨》 ... 작업장 아이들 역
- 2012년 《구멍》(단편)
- 2015년 《순수의 시대》 ... 세자 역